# Drúadanok
J. R. R. Tolkien történeteiben a drúadanok (drúedain, sing.: drúadan), vagy más néven drûgok, vadonlakók, púkelek (korábbi, karakterükkel teljesen ellentétes fordításban fanyűvők) az emberek egy csoportját alkották  Középföldén.
A drúadanok az Első Korban az emberek Második Házával, Haleth népével éltek. Bár emberek közt éltek, és a tündék voltak azok, akik megtisztelték őket a Drûadan (Drû-ember) névvel, mégis sokban különböztek Ilúvatar halandó gyermekeitől.
Felépítésük sokkal inkább a törpökéhez hasonlított. Alacsonyak, zömökek, szívósak voltak. Az emberek szerint széles, lapos, kifejezéstelen arcuk egyenesen csúnya volt. Ezt az ellenszenvet fokozta az is, hogy mélyfekete szemük dühükben vörösen izzott. Többségük – a haján és szemöldökén kívül – szőrtelen volt, azon kevesek, akiknek megadatott, hogy álluk közepén némi szakálluk legyen egyenesen büszkék voltak különbözőségükre. Életük rövid ideig tartott, kevés utódot hoztak a világra. 
Hangjuk kellemetlenül mély torokhang volt, azonban nevetésük – bár ezt csak kevesen hallhatták – olyan vidám volt, hogy tündéket és embereket is egyszerre megnevettetett a legsűrűbb Homály közepén is. Kegyetlenek voltak azonban ellenségeikkel szemben. Csöndben harcoltak, főleg legutálatosabb ellenségeik, az orkok ellen.
Kiválóan ismertek minden állatot és növényt, ezáltal nagy segítségére voltak azoknak az embereknek, akik között éltek. Nyomkeresésben, felderítésben utolérhetetlenek voltak, tanítványaik soha nem szárnyalták őket túl. Ugyanis ők az ösztöneiket ötvözték éles látásukkal és azzal a kiváló szaglással, amivel – saját bevallásuk szerint – szélirányban egy ork hordát hamarabb észleltek, mint azt bármely más ember látta volna.
Ilúvatar halandó gyermekei közül valószínűleg csak nekik adatott meg valamiféle hatalom, ami leginkább varázserőhöz hasonlítható. Egyes történetek szerint képesek voltak az általuk készített kőszobrokat varázslatosan összekötni önmagukkal, hogy aztán szükségben a szobor ott is meg tudja védeni a barátot, ahol a drûg épp nincs jelen. Szokásuk volt, hogy egy-egy mély tragédia (barát, szülő elvesztése) után hosszú időre mély meditációba süllyedtek.
Sok nép sokféle nevet adott az ismeretleneknek. Önmagukat Drughu-nak nevezték, a sindarin ebből vette át a Drûg-ot, melyhez később az emberek jelzőjét, az edain-t toldották hozzá. Így alakult ki a Drúedain név. A quenyában az első tag még inkább lerövidült, így ezen a nyelven a Rú- terjedt el, ebből pedig a Rúatán. A vadonlakó és a púkel név leginkább a rohaniak körében volt ismert – bár utóbbit leginkább csak Dúnharg kőszobraira használták.
Mivel a beleriandi drúadanok kevesen voltak, rövid életűek és utódot is keveset nemzettek, az Első Kor végére már csak maréknyi csoportjuk maradt fenn – többségük Sirion torkolatánál. Ők voltak azok, akik Haleth népével átkeltek a Vasfolyón, a nép többsége azonban megmaradt az Ered Nimrais lábainál, ott építették föl hajlékukat. Egy részük attól nyugatra, a később Drúwaith Iaurnak (régi Púkel-föld) nevezett erdőben, a többiek pedig Keleten: Dúnhargban és Anórienben.
Az anórieni drúadanokkal találkoztak a Gyűrűháború idején Rohan lovasai és Ghân-buri-Ghân népe átengedte földjén Rohan királyát és kíséretét, hogy megvívják csatájukat Pelennor mezején. Később Elessar király örök időkre a drúadanok rendelkezésére bocsátotta ezt az erdőt.

## Vadonlakók vagy fanyűvők?
A drúadanok igen szoros kapcsolatban éltek a környezetükkel, és életmódjuk ahhoz nagy mértékben alkalmazkodott. Kevés dolog állt távolabb tőlük, mint a „fanyűvés”. A Gyűrűk Ura korábbi kiadásaiban használt fanyűvő névalak ezért nem csak a fordítási útmutatók szerint hibás, de súlyosan megtévesztő is, és a szerző szándékaival is összeegyeztethetetlen. A Gyűrűk Ura 2008-as kiadása már az egységesített, hivatalos névalakok használatával jelent meg, amelyben a drúadanok fanyűvő helyett a minden szempontból megfelelőbb vadonlakó néven szerepelnek.